# جون روبرت جاكسون
جون روبرت جاكسون هو سياسي كندي، ولد في 22 مارس 1859، وتوفي في 20 يناير 1925.